# 6229 Tursachan
A 6229 Tursachan (ideiglenes jelöléssel 1983 VN7) a Naprendszer kisbolygóövében található aszteroida. Brian Skiff fedezte fel 1983. november 4-én.